# Puerto López (Kolumbia)
Puerto López – miasto w Kolumbii, w departamencie Meta.